# Бо Бајден
Џозеф Робинет „Бо” Бајден III (енгл. Joseph Robinette "Beau" Biden III; Вилмингтон, 3. фебруар 1969 — Бетесда, 30. мај 2015) био је амерички политичар и правник. Најстарији је син Џоа Бајдена и Нејлије Хантер Бајден. Члан је Демократске странке и бивши државни тужилац Делавера.

## Биографија
Рођен је 3. фебруара 1969. у Вилмингтону. Први је син Џоа Бајдена и његове прве супруге Нејлије Хантер Бајден. Дана 18. децембра 1972. Боова мајка и млађа сестра Наоми погинуле су у аутомобилској несрећи током божићне куповине. Бо је имао нешто мање од четири године, а његов брат Хантер мање од три године. Бо и Хантер су били у аутомобилу када се несрећа догодила и тешко су повређени, али су преживели. Бо је задобио вишеструке преломе костију, док је Хантер задобио повреде лобање и тешка трауматска оштећења мозга. Провели су неколико месеци у болници, кад је њихов отац положио заклетву у Сенату две седмице након несреће.
Био је активан у рату на Косову и Метохији 1998—1999, радећи у име ОЕБС на обуци судија и тужилаца за локални правосудни систем. Током НАТО бомбардовања Југославије био је изложен утицају осиромашеног уранијума који је НАТО користио против Савезне Републике Југославије. Према речима његовог оца, Боу је 2001. дијагностификован анкилозирајући спондилитис по повратку са службе на Косову и Метохији. Касније му је дијагностикован рак мозга, за који његов отац верује да је вероватно последица излагања војним спалионицама током рата у Ираку. Преминуо је 30. маја 2015. у Бетесди.